# Faselberg
Der Faselberg ist eine 74,5 m ü. NHN hohe Erhebung der Uckermark in Mecklenburg-Vorpommern.

## Lage und Umgebung
Der Berg liegt auf der Gemarkung von Sommersdorf, einem Ortsteil der Stadt Penkun im Landkreis Vorpommern-Greifswald in Mecklenburg-Vorpommern. Die Bundesautobahn 11 bildet hier die nördliche Grenze der Gemarkung und nur wenige Meter südlich von ihr liegt die bewaldete Kuppe der Höhe. In dieser Baumgruppe befindet sich ein Trigonometrischer Punkt mit der Nummerierung 101101400.